# Ecuador a 2022. évi téli olimpiai játékokon
Ecuador a kínai Pekingben megrendezett 2022. évi téli olimpiai játékok egyik részt vevő nemzete volt. Az országot az olimpián 1 sportágban 1 sportoló képviselte, aki érmet nem szerzett.

## Alpesisí
Női
| Versenyző     | Versenyszám      | 1. futam | 1. futam | 2. futam      | 2. futam      | Összesítés | Összesítés |
| Versenyző     | Versenyszám      | Idő      | Hely.    | Idő           | Hely.         | Idő        | Helyezés   |
| ------------- | ---------------- | -------- | -------- | ------------- | ------------- | ---------- | ---------- |
| Sarah Escobar | Óriás-műlesiklás | 1:21,26  | 61.      | nem ért célba | nem ért célba | kiesett    | kiesett    |